# Matteo Manassero
Matteo Manassero (Negrar - provincia de Verona, 19 de abril de 1993) es un golfista profesional italiano. Él es el golfista más joven en ganar un evento del Tour Europeo.
Manassero nació en Negrar, en la provincia de Verona. [1] En 2009, a la edad de 16 años, se convirtió en el ganador más joven del campeonato aficionado británico, derrotando a Sam Inglaterra Hutsby en la final. [2] La victoria calificada él para el Campeonato Open 2009, donde, jugando junto a Tom Watson y Sergio García en las dos primeras rondas, hizo el corte y ganó la medalla de plata como de aficionados que lleva. Con el tiempo terminó empatado en el puesto número 13. [3]
Manassero encabezó el ranking del World Golf Amateur el 30 de diciembre de 2009 [4] y se mantuvo el número 1 durante 18 semanas, hasta que fue eliminado de la clasificación en que se hizo profesional. [5]
El 9 de abril de 2010, Manassero batir el récord de Bobby Cole, que duró desde 1967, para convertirse en el jugador más joven en hacer el corte en el Torneo de Maestros, a los 16 años y 11 meses y 22 días. Manassero era casi dos años más joven que Cole fue cuando hizo el corte en el Masters 1967. Manassero anunció que iba a convertirse en profesional poco después de los Maestros y las semanas cerca de dos después de su cumpleaños número 17. Hizo su debut profesional en el Abierto BMW italiano. [6] Él oficialmente se convirtió en profesional el 3 de mayo de 2010. [7] Su primera victoria llegó el 24 de octubre de 2010 en el 0Castelló Masters Costa Azahar en Valencia, España, donde triunfó por cuatro golpes sobre Ignacio Garrido. La victoria le convirtió en el ganador más joven en el Tour Europeo, superando el récord establecido por Danny Lee en el torneo Johnnie Walker Classic 2009. [8] La victoria también aseguró su gira europea completa los privilegios de juego para las dos próximas temporadas. Manassero logró otro resultado muy fuerte, cuando empató por el segundo lugar en el 2010 UBS Hong Kong Open, un golpe por detrás del ganador Ian Poulter. Ganó el Sir Henry Cotton Rookie of the Year en 2010.
Manassero aseguró su segunda victoria del Tour Europeo en el Abierto de Maybank de Malasia el 17 de abril de 2011 a la edad de 17 años y 363 días, colocó en la primera y la segunda en la lista de los más jóvenes ganadores del Tour Europeo.
- Datos: Q24635
- Multimedia: Matteo Manassero / Q24635